# Fukusimai atomerőmű-baleset

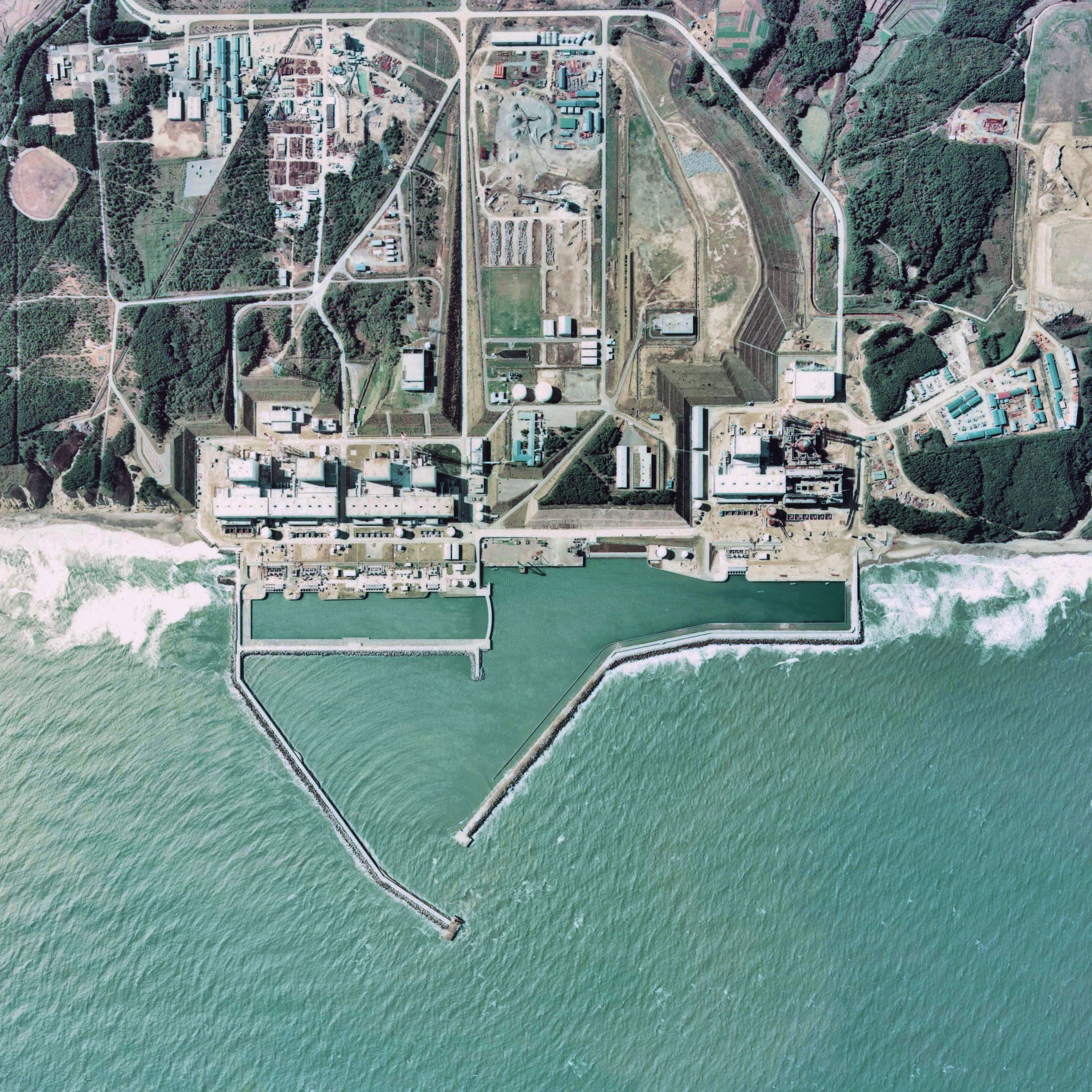

A Fukusima Daiicsi (Fukusima I) atomerőműben (japánul 福島第一原子力発電所 [Fukusima Dai Icsi Gensirjoku Hacudendzso] ( kiejtés) ) a 2011. március 11-én, helyi idő szerint 14 óra 46 perckor bekövetkezett tóhokui földrengés és az azt követő cunami romboló hatásai súlyos nukleáris üzemzavarok és balesetek sorozatát indították el. A földrengést követő napokban a helyzet gyors ütemben romlott. Három reaktorban teljes zónaolvadás történt. Négy reaktorblokk szerkezetileg károsodott. Az erőműből nagy mennyiségben kijutott radioaktív anyagok több tíz kilométeres távolságig beszennyezték a környezetet. Ezért, a Nemzetközi Nukleáris Eseményskála (INES) szerinti legsúlyosabb, 7-es fokozatba (nagyon súlyos baleset) sorolták be.
A 2012. július 23-án a japán kormány számára publikált független parlamenti bizottsági jelentés a katasztrófa fő okának egyértelműen az emberi felelőtlenséget jelölte meg – vagyis ember okozta katasztrófának minősítette a fukusimai balesetet. A beszámoló szerint az üzemeltető Tokiói Elektromosenergia-szolgáltató Vállalat(en) (TEPCO) vezetősége és az állami ellenőrző hatóság lebecsülte a kockázatokat, emiatt nem tett meg alapvető biztonsági intézkedéseket.

## A nukleáris baleset
A földrengés időpontjában az atomerőmű hat – a TEPCO által üzemeltetett – forralóvizes reaktora közül a 4-es, 5-ös és 6-os reaktorok karbantartás miatt nem működtek, az ekkor éppen aktív üzemben lévő 1-es, 2-es és 3-as reaktorok pedig a rengések kezdetekor automatikusan leálltak.
A percekig tartó, igen erős rengések során az erőműnél észlelt vízszintes irányú „megrázás” legnagyobb mért értéke ~0,5 g volt. (Ez 5 m/s² talajgyorsulást, vagyis 18 km/ó másodpercenkénti sebességváltozást jelent.)
Mivel a fűtőelemekben a nukleáris láncreakció leállítása után is jelentős mennyiségű hő termelődik, ezért további folyamatos hűtést igényelnek. A forralóvizes reaktorok hűtővizét keringető szivattyúk és a vezérlés működtetéséhez elektromos áram szükséges. Ezt viszont itt, az erőmű összes elektromosenergia-betáplálásának egyidejű kiesése miatt csak a veszélyhelyzetekre beépített üzemzavari dízelaggregátorokkal, és csak rövid ideig tudták biztosítani.
A reaktorok leállítása után 55 perccel ugyanis egy, a tenger alatti földrengés által kiváltott, 14-15 méter magasságú cunami érte el a létesítményt. Mivel az erőmű tengeri gátjait legfeljebb 5,7 méteres hullámok elleni védelemre tervezték, az ezt több mint kétszeresen meghaladó magasságú ár súlyosan megrongálta a telep berendezéseit. Tönkretette a tengervíz-szivattyúkat, a dízelaggregátorok üzemanyag-ellátását és hűtőrendszerét, valamint többméteres magasságban elárasztotta a komplexum alsó szintjeit. 
A dízelek kiesésével és az alsó szinteken meghibásodott elektromos rendszerek miatt – villanyáram híján – pedig leálltak a reaktorok aktív üzemzavari hűtőrendszerei, és kiesett a – külön-külön is több száz fűtőelemet tároló – pihentetőmedencék, valamint a külön épületben lévő használtfűtőelem-tároló hűtése is.
A három – alig egy órával korábban lekapcsolt – reaktorban, a fűtőelemekben továbbra is folyamatosan termelődő hő elkezdte elforralni a reaktortartályban az aktív zónát beborító hűtővizet. Ezért nőni kezdett a reaktorban a nyomás, és – mivel nem tudták pótolni az elforró vizet sem – csökkenni kezdett a vízszint. A keletkező gőzt a reaktortartály alatt körbefutóan beépített, tórusz alakú kondenzációs kamrában (GE Mark I típusú reaktorok) ilyen esetekre tárolt nagy mennyiségű vízen átbuborékoltatva lecsapatták. Ezzel átmenetileg sikerült ugyan a nyomás további gyors növekedését megakadályozni és az aktív zónát hűteni, de a reaktortartályból így elvont hő a tóruszban lévő vizet melegítette, tehát a reaktorban maradt. A tóruszban lévő víz felforrósodásával ez a passzív hűtés is leállt, ezért tovább nőtt az aktív zóna hőmérséklete és a nyomás. (A reaktortartályból elforró víz pótlása nélkül a vízszint ott lecsökken. Ha az aktív zóna [akár csak részben is] „szárazra kerül”, a vízből kiemelkedő fűtőelemek hűtés nélkül maradnak és túlhevülhetnek.) 
A dízelek kiesését követően már csak a beépített akkumulátorokról is üzemeltethető műszerek és alrendszerek működtek. Az akkumulátorok lemerülésével, néhány órával később végül ezek is leálltak.
A reaktorok és a pihentetőmedencék aktív hűtését csak a baleset után kilenc órával a helyszínre érkező mobil szivattyúk és aggregátorok segítségével próbálhatták meg újraindítani. Az elégtelen hűtés miatt a reaktorok hűtővizének vízszintje, az aktív zónák hőmérséklete és a reaktorok nyomása kritikussá vált.

## A reaktorok leolvadása

A négy reaktor március 12-15 között

Az 1-es, 2-es, és 3-as reaktorban teljes zónaolvadás történt.

### 1-es reaktor
A TEPCO becslése szerint 2800 fokot ért el az aktív zóna hőmérséklete 6 órával a földrengés után. Kevesebb mint 16 óra után teljes zónaolvadás következett be, az olvadt üzemanyag lefolyt, és átégette a reaktortartályt.
Ebben az időben vizet szivattyúztak a reaktorba, annak érdekében, hogy a legrosszabb lehetőség megvalósulását elkerüljék – az olvadt üzemanyag átolvasztja magát a konténment tartály falán, és nagy mennyiségű radioaktív szennyeződés kerül ezáltal a környezetbe.
Júniusban a Japán kormány beismerte, hogy a reaktor konténment tartálya is átlyukadt, és folyamatosan szivárog ki belőle a beleszivattyúzott hűtővíz.

### 2-es reaktor
Március 15-én a TEPCO bejelentette, hogy a reaktortartály, amelyben a nukleáris üzemanyag van, valószínűleg megsérült, és szivárog a hűtővíz. Ebből az következik, hogy a több ezer tonna beszivattyúzott hűtővíz nagy része kiszivárgott.
100 órával a földrengés után ebben a reaktorban teljes zónaolvadás történt.

### 3-as reaktor
Március 15-én a TEPCO bejelentette, hogy a reaktortartály, amelyikben a nukleáris üzemanyag van, valószínűleg megsérült, és szivárog a hűtővíz. Ebből az következik, hogy a több ezer tonna beszivattyúzott hűtővíz nagy része kiszivárgott.
60 órával a földrengés után ebben a reaktorban teljes zónaolvadás történt.
A Japán Atomenergia-Biztonsági Ügynökség álláspontja: az 1-es reaktor fűtőanyaga a hűtés leállása utáni ötödik órában teljesen megolvadt, majd a reaktortartály fenekén gyűlt össze. A NISA szerint a leolvadás a 2-es reaktorban 80, a 3-asban 79 órával a hűtés kiesése után történt.

## A környezet szennyeződése

A szárazföldi szennyeződés területi eloszlása a 2011. március 30. és április 3. közötti levegőben végzett sugárzásmérések eredményei (DoE/NNSA / IRSN) alapján.

A kényszerű reaktorlefúvatások, a reaktorcsarnokokat szétvető kémiai robbanások, valamint a három reaktorban bekövetkezett zónaolvadás és a reaktorkonténmentek sérülései következtében nagy mennyiségű radioaktív szennyezés került a környezetbe.
A lefúvatások és a csarnokrobbanások következtében elsődlegesen a levegő, konténmentsérülések következtében pedig a talaj, valamint a talaj- és tengervíz szennyeződött. A levegőbe került radioaktív anyagokat a szelek a szárazföld és a tenger felett szétszórták. A levegőből ezek egy része így közvetlenül, illetve a csapadékkal a talajra és a felszíni vizekbe került.
A reaktorcsarnokok és a reaktorkonténmentek szerkezetig hatoló sérülései miatt az erőműből kikerült szennyezés mértéke közvetlenül nem volt mérhető. Ezért az csak a környezetben különféle helyeken és módon utólagosan elvégzett mérések alapján becsléssel állapítható meg.
Ezen becslések szerint a kijutott radioaktivitás az 1986-os csernobili atomkatasztrófának 10–20% egyes becslések szerint akár 40%-a.  De a szennyezett terület kiterjedése itt korlátozottabb körülbelül 10%-a.
A Japán Nukleáris és Ipari Biztonsági Ügynökség(en) (NISA)  2011. június 7-én közzétett jelentése szerint a korábbi becsléshez képest kétszer annyi sugárzó anyag került a levegőbe. A részben a TEPCO-tól független mérések eredményein is alapuló új becslések szerint a levegőbe került sugárzó anyag mennyisége a csernobili szennyeződés egyötödére tehető. (A korábbi becslés ennek még csak a felével számolt.) E szerint a katasztrófa bekövetkezésétől 2011. augusztus végéig eltelt majd fél év alatt 15 petabecquerel (PBq) sugárzó cézium-137 szabadult ki a környezetbe.
Egy 2011. október végi – a Japánon kívüli érzékelők által mért adatokat is figyelembe vevő – újabb becslésről beszámoló híradás szerint a baleset a radioaktív anyagok korábban becsült mennyiségének kétszeresét juttatta a levegőbe. A korábban nyilvánosságra hozott japán becslés ugyanis csak Japánban mért értékeken alapult, és nem számolt a tenger felé kiszökött szennyeződéssel.
A környékbeli lakosság – több ütemben történt – kitelepítése során az érintetteket csak késve és nem megfelelően tájékoztatták. A kitelepített lakosok abban a tudatban hagyták el otthonaikat, hogy rövid időn belül visszatérhetnek. A háziállatokat (kedvtelésből tartott- és haszonállatokat) sorsukra hagyták az evakuációs zónában. Gondozás híján sok állat szomjan-, illetve éhen halt. A szennyezett térségben még sokáig nagy számú kutya, macska és marha kóborolt szabadon.

## Fejlemények időrendben
2011. március 12-én reggel a túlhevült 1-es reaktorban keletkezett vízgőz egy részét ellenőrzötten a szabadba engedték (lefúvatás). Délelőtt döntés született a 2-es reaktor lefúvatásáról is. A kiáramló gőz sugárzó anyagokkal szennyezett lehetett, ezért elővigyázatosságból a környező lakosságot 10, majd később 20 km-es körzetből kitelepítették. Délután kémiai robbanás történt a fukusimai atomerőmű 1-es reaktorcsarnokában, a robbanástól az épület fölső szintjeinek külső falai leomlottak, és az erőmű négy alkalmazottja megsérült.
Március 13-án a Fukusimai II-es atomerőműben darubaleset történt: egy munkás meghalt, négyen megsérültek.
Március 14-én hétfőn délelőtt a 3-as reaktorcsarnokban is kémiai robbanás történt. A robbanás miatt üzemképtelenné vált a 2-es reaktor öt hűtőszivattyúja közül négy. Délután a 2-es reaktor üzemanyaga többször szárazra került. Egy légáramlásmérő véletlen kikapcsolása miatt az üzemképes szivattyú is leállt egy időre, a víz betáplálása csak másnap reggel állt helyre.
Március 15-én kedden reggel tűz ütött ki a négyes reaktorcsarnokban, a használt fűtőelemek pihentetőmedencéjénél. Nem sokkal később robbanás történt a 2-es reaktornál is.
A tüzet eloltották, de a sugárzás a 3-as és 4-es reaktorcsarnokok  mellett jelentős mértékben megnövekedett (400 mSv/h), majd gyorsan csökkent. A nap folyamán a reaktortól 250 kilométer távolságban, Tokióban is észlelhető volt a sugárzás hússzoros növekedése (0,8 μSv/h értékre), majd csökkenése. Kedden a 4-es reaktorcsarnokban is történt robbanás.
A robbanásokat valószínűleg a túlhevült fűtőelemek cirkóniumburkolatának vízzel való érintkezésekor keletkező és a lefúvatáskor oxigénnel keveredve durranógázt alkotó hidrogén okozta. Az 1-es és 3-as blokk esetén a 13 cm vastag acélból készült reaktor, benne a fűtőrudakkal épségben maradt, de a reaktorokat körülvevő reaktorcsarnokok részben megsemmisültek. A 2-es blokk esetén nem lehet kizárni a reaktortartály sérülését sem.
Március 16-án reggel újabb tüzet láttak a 4-es reaktorcsarnokban. A felszálló füst műholdfelvételeken is látható volt. A tűz magától kialudt.  Később a TEPCO bejelentette, hogy a reaktorcsarnok hermetikusan zárt részén kívül, a használt fűtőelemek pihentetőmedencéjében a víz forráspontig hevülhetett, ami megnöveli annak a valószínűségét, hogy az érintett fűtőelemek kritikus állapotba kerülnek. Dél körül az NHK TV jelentette, hogy fehér füst száll fel a Fukusima I erőműből, amely a szakértők véleménye szerint a 3-as reaktorból származhatott. Nem sokkal ez után hírek jelentek meg arról, hogy a 10 mSv/h szintre emelkedett sugárzás miatt egy ötvenfős csapat kivételével (a médiában később mint a Fukushima 50) visszavonták a dolgozókat az erőműből, majd dél körül az átmenetileg magas sugárzási szint miatt egy órára teljesen fel kellett függeszteni a munkát, és mindenki elhagyta az erőmű területét. Este a magas sugárzási szint miatt ismét felfüggesztették a hűtési munkákat és kiürítették az erőmű területét.
Március 17-én délelőtt a használt fűtőelemek medencéjének feltöltéséhez az Önvédelmi Erők helikoptere négy fordulóban tengervizet szállított és öntött a 3-as reaktorcsarnokra, de úgy tűnt, hogy a szél a helikopterrel felemelt tartályból kieresztett vizet a célpont elérése előtt szétoszlatta. Az atomreaktorokat hűtő szivattyúk működtetéséhez szükséges elektromos áram biztosítására új vezetéket építettek ki az országos elektromos hálózathoz, de még nem sikerült üzembe helyezniük. A nap folyamán az erőmű területén a sugárzás szintje jelentősen csökkent. Délután tűzoltófecskendőkkel 30 tonna vizet sikerült a 3-as blokk épületébe juttatni.
Március 18-án megkezdték a 2-es reaktor hűtőrendszerének csatlakoztatását az elektromos hálózathoz. Az Önvédelmi Erők és a Tokiói Tűzoltóság felváltva, vízsugárral juttat hűtővizet a 3-as reaktorcsarnokba a használt fűtőelemek tárolómedencéjébe. A tengervíz szivattyúzását is folytatják a 3-as reaktortartályba. A legfontosabb cél, hogy feltöltsék és lehűtsék a 3-as és 4-es reaktorok használt fűtőelemeinek medencéit, melyek vízszintjéről és hőmérsékletéről nincs információ. Pozitív fejlemény, hogy az 5-ös és 6-os reaktoroknál dízelgenerátorok biztosítják a hűtést.
Március 19-én mindhárom problémás reaktorban víz borítja a fűtőanyagrudak kb. felét, és folytatják a tengervíz szivattyúzását a reaktorokba. A fűtőanyag hűtés nélkül maradt részeinek sérülése feltételezhető. A 2-es és 3-as reaktorcsarnokokból fehér füst távozik, a reaktorokat körülvevő hermetikus védőépületek lehet, hogy nem teljesen épek. A 3-as reaktorcsarnok használt fűtőelem medencéjét az Önvédelmi Erők hét tűzoltófecskendővel, vízsugárral tölti. A 4-es reaktorcsarnok használt fűtőelem medencéjének állapota sem megnyugtató. Az erőmű 20 kilométeres körzetéből távozó menekülteknek jódtabletta egyszeri bevételét javasolják, életkortól függően 12,5–76 mg-os dózisban. Egy esetleges hidrogénrobbanás megelőzésére megbontották az 5-ös és 6-os reaktorcsarnokok tetőszerkezetét. A 2-es reaktor vészhelyzeti áramellátó transzformátorát és energiaközpontját sikerült a japán elektromos hálózathoz csatlakoztatni.
Március 20-án az 5-ös és 6-os reaktorok pihentetőmedencéjének hőmérsékletét sikerült 36 °C-ra csökkenteni a dízelgenerátorról működtetett hűtőrendszerrel. A 3-as reaktor esetén felmerült, hogy a megnövekedett nyomás (320 kPa) miatt radioaktív szennyezést tartalmazó gőzt kell a szabadba ereszteni. Végül a nyomást sikerült gőzkibocsátás nélkül csökkenteni (120 kPa másnap délben).
Március 21-én délelőtt az 5-ös reaktort részlegesen átkapcsolták külső áramellátásra a vészhelyzeti dízelgenerátorról. Délutánra sikerült kiépíteni a külső áramellátó kábelt a 4-es reaktorcsarnok energiaközpontjába. Később a 3-as reaktorcsarnokból szürke füst szállt fel a használt fűtőelemek pihentetőmedencéje közeléből, és az erőmű területét átmenetileg kiürítették. Este a 2-es reaktorcsarnoknál észleltek fehér füstöt. A délutáni állapot szerint a vízszint mindhárom problémás reaktorban a fűtőanyag felső szélénél 1,35–2,03 méterrel alacsonyabb volt.
Március 22-én az atomerőmű csapadékvíz-kifolyójánál a tengervízből vett mintában több izotóp szintjének növekedését észlelték, a jód-131 izotóp mennyisége a megengedett szint 126,7-szeresét mutatta. Éjszaka az ideiglenes áramforrások üzembe helyezésénél két munkás megsérült, kórházba kerültek. Az események irányítását megkönnyíti, hogy a 3-as reaktor vezérlőtermének világítását sikerült helyreállítani.
Március 23-án a külső áramellátás kábeleit az erőmű összes blokkjához csatlakoztatták. A 2-es blokk forrásponthoz közelítő pihentetőmedencéjét 18 tonna vízzel sikerült 41 °C-ra lehűteni. A 4-es blokk pihentetőmedencéjébe betonpumpás járművek 50 méteres karja segítségével juttatnak hűtővizet. Délután a 3-as blokknál ismét füstöt észleltek, ezért a munkát szüneteltették a négy sérült blokknál. Tartalék áramforrásról már működnek az 1-es és 3-as reaktor felszíni hőmérsékletét mérő műszerek. Az 1-es reaktortartály hőmérséklete 400-ról 350 °C-ra csökkent, a 3-as reaktortartály hőmérséklete 305 °C. Mindkét érték magasabb, mint a reaktorok tervezésekor meghatározott maximális hőmérséklet (302 °C). A 2-es reaktor turbinacsarnokában a sugárzás szintje 500 mSv/h, ezért nem tudják elvégezni a reaktor belső hűtőrendszerének üzembe helyezéséhez szükséges alkatrészcseréket. A tokiói ivóvízben a csecsemők számára megengedett érték kétszeresére nőtt a radioaktív jód mennyisége.
Március 24-én a 3-as reaktor turbinacsarnokának alagsorában három munkás a dózismérő szerint 170, illetve 180 mSv sugárterhelést kapott. Kettő közülük lábsérülés (radioaktív égés) miatt kórházba került. A kórházi jelentés szerint boka alatt 2-6 sievert közötti sugárterhelés érte őket. A munkások kb. 15 cm mély sugárszennyezett vízben dolgoztak, a védőruházatuk majdnem térdig átnedvesedett. A biztonsági szabályok kidolgozása során nem vették figyelembe az elárasztás lehetőségét, ezért nem követelték meg a gumicsizma használatát.
Március 25-én az erőmű 30 km-es körzetének önkéntes kiürítését javasolják. A tokiói ivóvízben a csecsemők számára megengedett érték felére csökkent a radioaktív jód mennyisége. Az erőmű 1-es és 3-as reaktorába megkezdték az édesvíz bepumpálását, hogy csökkentsék a korábban bejuttatott tengervíz korróziós hatását és megakadályozzák a hűtőrendszerben a só kikristályosodását. Az 1-es és 2-es reaktorok turbinacsarnokában is megjelent az erősen radioaktív víz.
Március 26-án az erőmű 2-es reaktorába is édesvizet pumpálnak. Mind a négy problémás reaktor turbinacsarnokában összegyűlt a radioaktív anyagokkal erősen szennyezett, épületenként különböző, 40 és 180 cm közötti mélységű víz. A közelben a tengervízben a radioaktív jód koncentrációja elérte a megengedett érték 1250-szeresét.
Március 27-én az erőmű 2-es reaktor turbinacsarnokának alagsorában nagyon magasra, 1 Sv/órára nőtt a sugárzási szint. Megnőtt a gyanú, hogy a 2-es reaktor konténmentje szivárog, ezért elrendelték a munkások evakuálását. Vasárnap megkezdték az 1-es reaktorcsarnok alagsorából a radioaktív anyagokkal szennyezett víz tartályokba szivattyúzását. A munkát akadályozza, hogy nincs elegendő tartály a többi reaktorcsarnokból eltávolítandó radioaktív víz számára.
Március 28-án a japán kormány bejelentette, hogy a 2-es reaktorcsarnokban megjelenő víz erősen radioaktív szennyezése a fűtőanyagrudak részleges leolvadásának következménye. A 2-es reaktorcsarnokon kívül egy kábelalagútban is megjelent az erősen, 1000 mSv/h felett sugárzó víz. Az erőmű területén plutóniumszennyezést is észleltek, az izotópösszetétel egyértelműen a fűtőelemek sérülésére utal.
Március 29-én már mindhárom problémás reaktorba édesvizet szivattyúznak az erre a célra üzembehelyezett szivattyúkkal (már nem a tűzoltó rendszer szivattyúival). A 3-as és 4-es reaktor pihentetőmedencéjébe továbbra is betonpumpák segítségével juttatnak hűtővizet.
Március 30-án a TEPCO bejelentette, hogy az erőmű sérült reaktorainak és pihentetőmedencéinek végleges lehűtése és stabilizálása néhány hét alatt nem fejezhető be. A TEPCO szerint a négy problémás reaktort nem lehet újra üzemképes állapotba hozni. Japán kormánytisztviselők szerint a társadalmi körülmények az erőmű két épen maradt reaktorának jövőbeni üzembehelyezését sem teszik lehetővé.
Március 31-én az erőmű közelében a tengervízben a radioaktív jód mennyisége tovább növekedett, elérte a maximálisan megengedett érték 4385-szörösét.
Április 2-án egy 20 cm-s rést fedeztek fel 2. számú reaktor védőfalán; a résen át sugárszennyezett víz kezdett ömleni a tengerbe.
Egy április 4-én közzétett felmérés szerint a japán lakosság több mint 60 százaléka elégedetlen a kormány válságkezelő intézkedéseivel.
Április 6-án sikerült betömni a lyukat, amin a radioaktív víz szivárgott.
Április 7-én egy a Richter-skála szerinti 7,1-es erősségű földrengés rázta meg Japán északkeleti részét. A cunamiriadót 1,5 óra múlva lefújták. A földmozgás nem rongálta tovább a fukusimai atomerőművet. Az ott dolgozókat mindenesetre elővigyázatosságból evakuálták.
Április 8-án a Toshiba cég bejelentette, hogy 10 év alatt szerelné le a reaktorokat. A Three Mile Island-i atomerőmű-baleset után ehhez még 14 évre volt szükség.
Április 10-én Kan Naoto japán miniszterelnök elismerte, hogy hamarabb kellett volna tájékoztatást adnia a szomszédos országoknak arról, hogy radioaktív vizet engednek a Csendes-óceánba.
Április 11-én már másodszor utasította el Fukusima prefektúra kormányzója a Simizu Maszatakával, a TEPCO elnökével való találkozót, ami nagyon súlyos sértésnek számít Japánban. Simizu a baleset után két hétre eltűnt a nyilvánosság elől.
Ugyancsak április 11-én újabb 7,1-es erősségű földrengés rázta meg a térséget. Utána ismét cunamiriadót rendeltek el.  A japán kormány sugárbetegség veszélye miatt 20-ról 30 km-re növelte az atomerőmű körüli kiürítési övezetet.
Szeptember 6-án az ipari miniszter bejelentette, hogy az ország fokozatosan lemond az atomenergiáról. Megkezdték az atomerőművek kikapcsolását. 2012 márciusában leállt a világ legnagyobb atomerőműve, a Kasivazaki-Kariva is. Júniusában azonban áramhiány keletkezett az országban, ezért az 50 leállított atomreaktor közül kettőt újraindítottak.
December 5-én ismét radioaktív víz került az óceánba.
2012 augusztusában a hatóságok nappalra megnyitották a korábban lezárt terület nagy részét a lakosságnak.
2014 februárjában kiderült, hogy a TEPCO 2013 szeptembere óta eltitkolta a talajvízben folyamatosan magas sugárzást mutató mérések eredményeit a japán nukleáris ügynökség elől.

## Lásd még
- 2011-es tóhokui földrengés és cunami
- Csernobili atomkatasztrófa